# Мельница-Ёль
Мельница-Ёль — река в России, протекает в Республике Коми. Устье реки находится в 3 км по правому берегу реки Пожег. Длина реки составляет 11 км.

## Данные водного реестра
По данным государственного водного реестра России относится к Двинско-Печорскому бассейновому округу, водохозяйственный участок реки — Вычегда от города Сыктывкар и до устья, речной подбассейн реки — Вычегда. Речной бассейн реки — Северная Двина.
Код объекта в государственном водном реестре — 03020200212103000022491.